# Faniska
Faniska es una opéra comique en tres actos con música de Luigi Cherubini y libreto en alemán de Joseph Sonnleithner, basado en Les mines de Pologne de René Charles Guilbert de Pixérécourt. La ópera se estrenó en el Theater am Kärntnertor, Viena, el 25 de febrero de 1806. 

## Antecedentes
En junio de 1805, Cherubini aceptó una invitación para viajar a Viena donde sus obras eran muy apreciadas. Aquí dio una serie de conciertos y acudió a una interpretación del Fidelio de Beethoven. Conoció a Haydn, un compositor al que particularmente admiró, y le dio una medalla del Conservatoire de Paris. Haydn presentó a Cherubini el manuscrito de su "Sinfonía n.º 103". Cherubini también aceptó el encargo de escribir una ópera para la escena vienesa y Faniska fue el resultado. La trama tiene mucho en común con la anterior ópera de rescate de Cherubini Lodoïska (1791), incluyendo su ambientación polaca.

## Historia de las representaciones
La ópera se estrenó en el Theater am Kärntnertor, Viena, el 25 de febrero de 1806. Fue recibida con entusiasmo por Beethoven y Haydn pero fracasó a la hora de ganar un lugar perpetuo en el repertorio.

## Personajes
| Personaje                                                 | Tesitura     | Reparto del estreno 25 de febrero de 1806 (Director: ) |
| --------------------------------------------------------- | ------------ | ------------------------------------------------------ |
| Rasinski, alcalde de Rava                                 | tenor        |                                                        |
| Faniska, su esposa                                        | soprano      | Anna Milder                                            |
| Hedwig, su hija                                           | soprano      | Thérèse Neumann                                        |
| Zamoski, alcalde de Sandomir                              | bajo         | Karl Friedrich Clemens Weinmüller                      |
| Oranski, capitán de los cosacos al servicio de Zamoski    | bajo         | Johann Vogel                                           |
| Moska, doncella de Zamoski                                | soprano      |                                                        |
| Rasno, su sobrino                                         | tenor        | Wilhelm Ehlers                                         |
| Manoski, un amigo de Rasinski                             | tenor        |                                                        |
| Dos oficiales cosacos                                     | tenor y bajo |                                                        |
| Coro: Cosacos, guardias, criados, campesinos y campesinos |              |                                                        |

## Sinopsis

### Acto I
Zamoski, el estarosta de Sandomir, ordena a su asistente cosaco Oranski que secuestre a Faniska, la esposa del estarosta de Rava, Rasinski. Llevan a Faniska al castillo de Zamoski pero consigue resistirse a sus insinuaciones. Rasinski llega al castillo disfrazado de mensajero. Zamoski no se deja engañar por su disfraz y arroja a Rasinski y Faniska a las mazmorras del castillo.

### Acto II
La doncella de Zamoski Moska y el sobrino de Moska Rasno intentan liberar a la pareja de prisión pero su plan fracasa.

### Acto III
La pareja finalmente consigue escapar con la ayuda de Rasno. Los soldados de Rasinski atacan al castillo, matan a Zamoski y capturan a Oranski y lo llevan a juicio.